# 法斯尼亚
法斯尼亚（西班牙語：Fasnia），是西班牙加那利群岛圣克鲁斯-德特内里费省的一个市镇。总面积45.11平方公里，总人口2743人（2001年），人口密度63人/平方公里。

## 图集

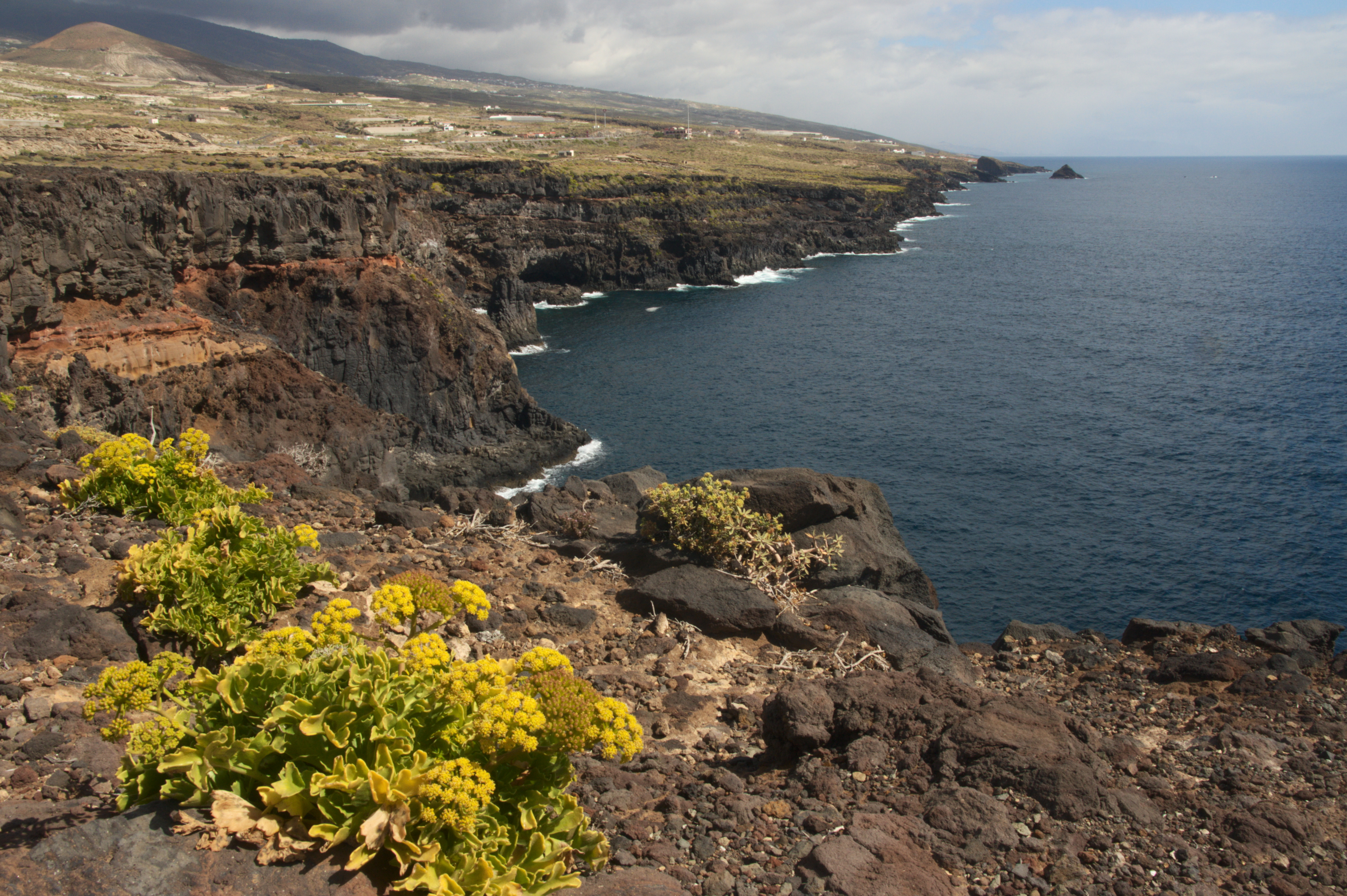
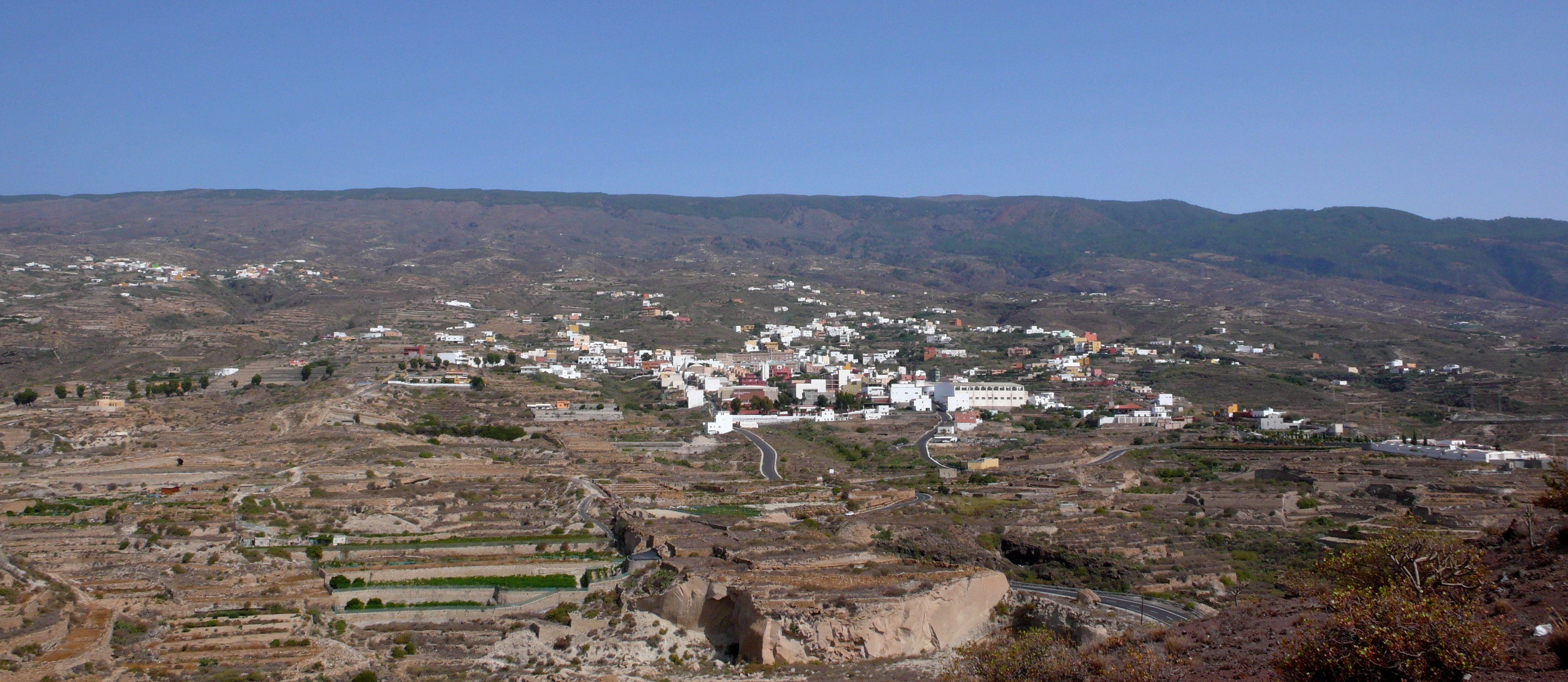

## 地名
来自关切人的关切语，意为阶梯状的地形。

## 人口
| 法斯尼亚               |
|                        |
| 来源：加那利群岛统计局 |